# Petyr Iliew
Petyr Aleksandrow Iliew, bułg. Петър Александров Илиев (ur. 11 czerwca 1984 w Sofii) – bułgarski saneczkarz startujący w konkurencji jedynek, dwukrotny uczestnik zimowych igrzysk olimpijskich.
Jego debiutem olimpijskim był występ na igrzyskach w Turynie – był wówczas 31. w jedynkach mężczyzn. Podczas kolejnych igrzysk, rozegranych w 2010 roku w Vancouver, uplasował się na 35. pozycji w tej konkurencji.
W latach 2006–2010 trzykrotnie wystartował w saneczkarskich mistrzostwach Europy. W 2006 roku w Winterbergu zajął w tych zawodach 29. miejsce, dwa lata później w Cesanie był 27., a w 2010 roku w Siguldzie został sklasyfikowany na 31. lokacie.
Występował również w zawodach Pucharze Świata. W sezonie 2004/2005 zajął 58. miejsce w klasyfikacji generalnej tego cyklu, w kolejnych był 50., 47., 44., 42. i 47.
W lutym 2003 roku zajął 32. miejsce w mistrzostwach świata juniorów w Königssee.